# これからはパ・リーグだ!
これからはパ・リーグだ!は、2011年5月1日から同年11月13日まで、TOKYO MXで毎週日曜23：00-23：30に放送されていたスポーツ情報番組。

## 概要
「パ・リーグだけを徹底応援」をコンセプトとしたパ・リーグ応援番組。TOKYO MXでは福岡ソフトバンクホークス主催試合を『STRONG!ホークス野球中継』として放送しており、この番組が放送された2011年には東北楽天ゴールデンイーグルス主催試合の放送『「がんばろう東北」東北楽天ゴールデンイーグルス野球中継』も放送された。
パ・リーグをこよなく愛するパ･リーグ応援芸人が集まり、生放送で当日の試合結果や各チームの情報や特集などを紹介するほか、テーマを設けて視聴者からのメールを募集していた。また、その週にTOKYO MXで中継される試合の勝敗予想対決も行なわれていた。
なお、司会の逸見太郎は阪神タイガースのファンである。

## 出演者
- 逸見太郎（野球好きだが、父親の影響から、阪神タイガースのファン）
- 松中みなみ
- 駒田徳広

### 応援団芸人
- 竹山隆範（福岡ソフトバンクホークス）
- 博多華丸（博多華丸・大吉）（同）
- 岡田圭右（ますだおかだ）（オリックス・バファローズ）
- サンドウィッチマン（東北楽天ゴールデンイーグルス）
- 今野浩喜（キングオブコメディ）（埼玉西武ライオンズ）
- 春日俊彰（オードリー）（同）
- 藤田憲右（トータルテンボス）（千葉ロッテマリーンズ）
- トミドコロ（同）
- 田中卓志（アンガールズ）（広島東洋カープ）:交流戦企画として出演

- 応援団芸人は2-3組が出演する。その週にMXで中継されるソフトバンク戦（または楽天戦）の予想対決を行う場合は対戦するチームの芸人が出演する傾向にある。なお、日本ハム応援団芸人は最後まで出演しなかった。

### ナレーション
- マックスウェル・パワーズ

## 関連番組
- 花のパ・リーグ情報（テレビ東京のパ・リーグ広報番組）
- STRONG!ホークス野球中継
- 祝!日本一!ホークススペシャル - 2011年12月30日21時から放送された特別番組。スタッフ・出演者が共通。
- パ･リーグマニア - 本番組の後継番組。
- パ・リーグ主義 - 2012年シーズンにおける本番組の後継番組。